# Lahuy Island
Lahuy Island ist eine philippinische Insel in der Provinz Camarines Sur. Sie liegt etwa 12 km vor der Nordküste der Caramoan-Halbinsel in der Bicol Region, 2,5 km westlich der Insel Basot-, rund 2 km nördlich von Basog- und 4 km nordwestlich von Bagieng Island. Lahuy Island liegt im Westen der Philippinensee und wird von der Großraumgemeinde Caramoan aus verwaltet. Auf der Insel liegen die Barangays Daraga, Gata, Gogon und Oring, diese werden als dörflich beschrieben und hatten bei der Volkszählung 2020 6168 Einwohner. Die Bevölkerung lebt hauptsächlich vom Fischfang, im Inselinneren finden sich auch kleinere landwirtschaftlich genutzte Flächen.
Die Insel hat die Form eines Knochens und die Topografie der Insel ist gekennzeichnet durch ein flachhügeliges Terrain, das im Inselinneren bis auf 160 Meter über dem Meeresspiegel ansteigt. Die Küstenlinie der etwa 10 km langen und ca. 3 km breiten Insel wird geprägt durch Sandstrände und Kalksteinfelsformationen, diesen sind zahlreiche kleinere Korallenriffe und Seegraswiesen vorgelagert. Der Pflanzenwuchs der Insel besteht aus einer tropischen Vegetation, die hauptsächlich aus Kokos-, Nipapalmen, im Inselinneren aus dem Ipil-ipil Baum, verschiedenen Buscharten und großflächigen Grassavannen besteht. An der südlichen Küstenlinie der Insel finden sich auf ca. 40 Hektar größere Mangrovenwälder.
Eine Fährverbindung zur Insel besteht vom Hafen in Caramoan aus. Die Überfahrt dauert ca. 45 Minuten.